# Ramona Fabian

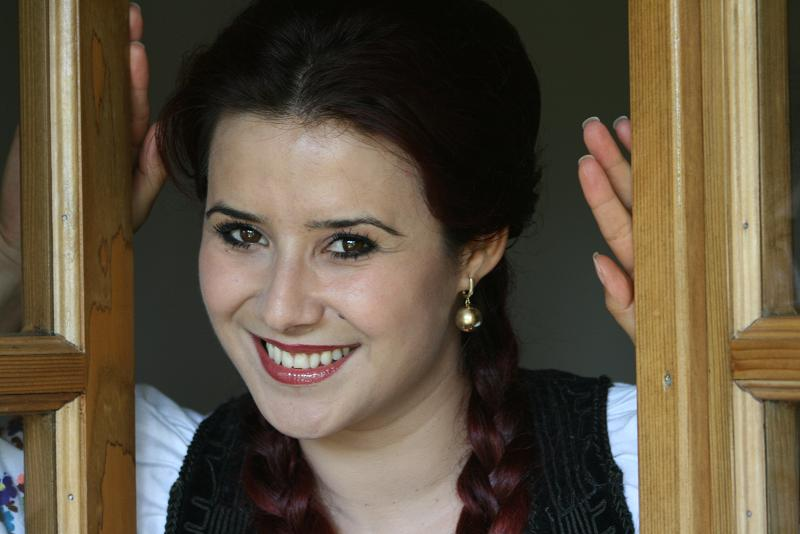

Ramona Fabian (n. 2 iunie 1979, Târgu Mureș – d. 5 octombrie 2013, Mihai Viteazu, Mureș), a fost o solistă de muzică populară din zona Transilvaniei.

## Biografie

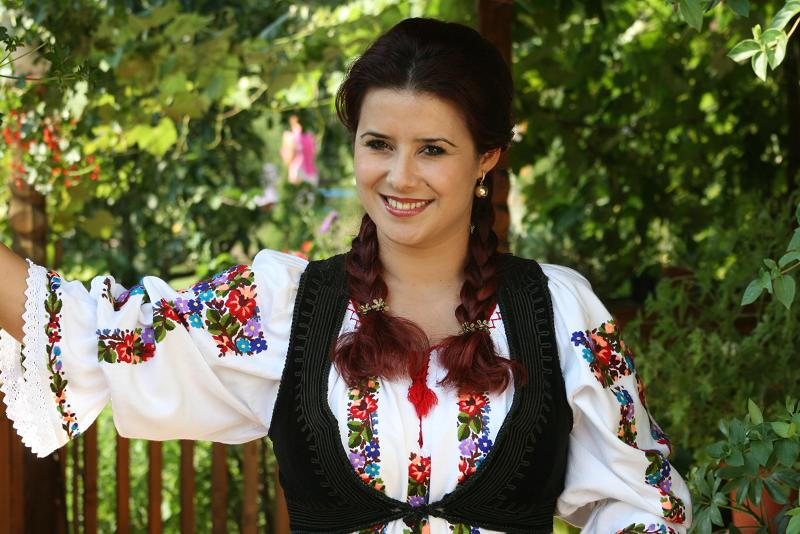

Se spune că la naștere venim cu două doruri: dorul de Dumnezeu și dorul de celălalt. Ramona Fabian a venit cu trei: dorul de Dumnezeu, dorul de celălalt și dorul de cântec.
Ramona Fabian, o tânără interpretă a cântecului popular din Ardeal, s-a născut și a copilărit în Târgu Mureș, având originile în Câmpia Transilvana, în Band, comună răcorită de apele Comlodului, care a mai dat României în dar câteva talente: Mircea Rusu, Dumitru Fabian, Gheorghe Palcu.
Bătând la porțile cântecului popular, s-a perindat prin festivaluri si concursuri, încheind această etapă a carierei artistice în 2009 prin câștigarea Marelui Premiu al Festivalului – concurs de interpretare „De Ispas, la Năsăud”, ediția a XV-a. Absolventa a Facultății de Drept, Ramona Fabian și-a împărțit energia și aptitudinile între profesia de consilier juridic și plăcerea de a cânta. Întrebată, Ramona spunea ca nu știe dacă cele doua drumuri diferite sunt de nedespărțit, însă ele nu se exclud reciproc, și recunoaște: asemenea unui prieten loial, cântecul o urmărește peste tot.
Cunoscută publicului cu cântecul „Sacfiuț din poarta noastră”, sau „Lacătul ruginit”, așa cum numesc ascultătorii ei fideli cântecul cu care artista s-a așezat plăcut în inimile lor, Ramona Fabian spune că Dumnezeu i-a dat darul cântatului și că nu are voie să-și permită a-l păstra numai pentru ea. De aceea cu multa dăruire, transmite prin interpretare, voce, priviri, fiecare simțire și tremur al cântecelor ei.
Făcând parte din generația tânăra de interpreți ai zonei Transilvane, Ramona Fabian s-a remarcat prin talent și frumusețe, exprimând cântecele rupte din grădina folclorului mureșean cu multă dragoste, delicatețe și grijă deosebită. Știind să păstreze cu rigoare drumul curat al cântecului popular, a acordat atenție fiecărui detaliu ce alcătuiește imaginea unui artist.
O interpretă care nu a dat pe nimeni la o parte pentru a izbândi, care nu a umbrit relațiile interumane sacrificând sufletul celor din jur, pentru a izbuti să se ridice pe sine. Dimpotrivă, pe primul loc în inimă i-a așezat pe toți cei care constituie aproapele său, și pentru ei ține mereu rezervate „locurile din față”.

## Activitatea artistică

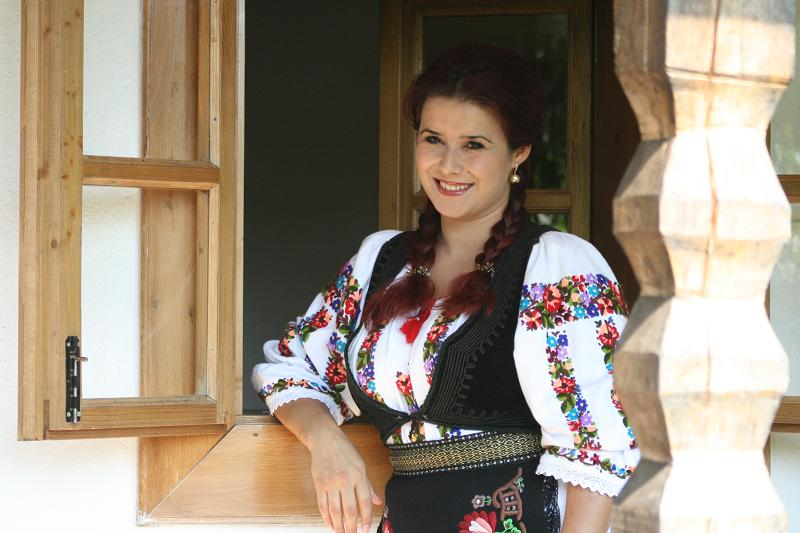

Își stabilește prima legătură cu scena în clasa a VI-a, în școala generală, când, în cadrul unei serbări de Crăciun, cânta o colindă. Atunci a fost remarcată de persoane din lumea muzicii populare și după acest moment ascensiunea în domeniu a fost asemenea unui lanț:
- 1991 - prima legătură cu scena, la 12 ani, în cadrul unei serbări de Crăciun;
- 1994 - solistă a ansamblului artistic „Fântânița”, din Sântana de Mureș, cu care are o serie de spectacole și participă la festivaluri, în întreg județul și în țară;
- între 1994-1998 participă în fiecare an la Concursul Județean de Cântece și Dansuri Populare, unde primește locul I;
- începe colaborarea cu ansamblul „Minișireagul”, din Târgu Mureș, un ansamblu de copii de la Clubul Elevilor;
- 1995 intră în ansamblul „Șireagul” din Târgu Mureș, cu care colaborează timp de aproape 10 ani, și alături de care participă la o adevărată activitate artistică: înregistrări, filmări, turnee, spectacole de amploare, având protagoniști pe așii cântecului popular românesc, lucru care o ajută să dobândească multe cunoștințe despre portul popular, despre culegerea și păstrarea folclorului și despre interpretare;
- participă cu ansamblul „Șireagul”, la Festivalul de muzica populară de la Chișinău, Republica Moldova;
- 1996 Festivalul din Rezina, Republica Moldova.

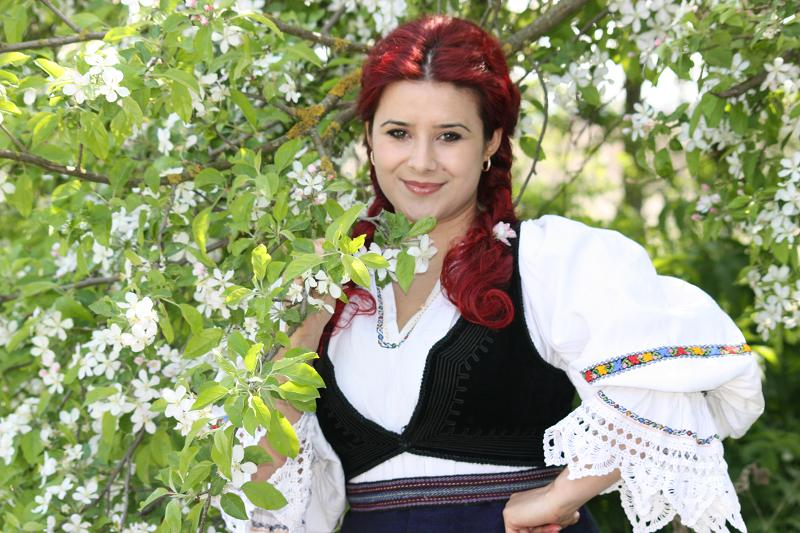

- înregistrează câteva cântece la Radio Târgu Mureș, cu doamna Maria Costea Lirca, redactor muzical de mare profesionalism, o bună cunoscătoare a folclorului românesc în general și a celui mureșean în special.
- 1997 debutează la Televiziunea Româna, în emisiunea D-nei Niculina Merceanu și înregistrează noi cântece la Radio Târgu Mureș;

Între * 1999 – * 2003 urmează cursurile Facultății de Științe Juridice, motiv pentru care legătura cu muzica se reduce la participarea în spectacole și festivaluri; 
- 2001 începe colaborarea cu ansamblul studențesc „Cununița” de la Casa de Cultură a Studenților din Tg-Mureș;
- 2002 turneu în Italia, cu ansamblul „Șireagul” la Festivalul de Folclor din Messina, Sicilia;
- între 2002 - 2009 participă fie în calitate concurent, fie invitată în recital la mai multe festivaluri: Festivalul de muzică populară „Românii de pretutindeni” - Turnu Severin, Festivalul de folclor „Flori de pe Mureș”, „Floarea din gradină”, Festivalul „Strugurele de aur” de la Jidvei și colaborează cu Televiziunea Română (Marioara Murărescu, Niculina Merceanu, Maria Tănase Marin, etc);

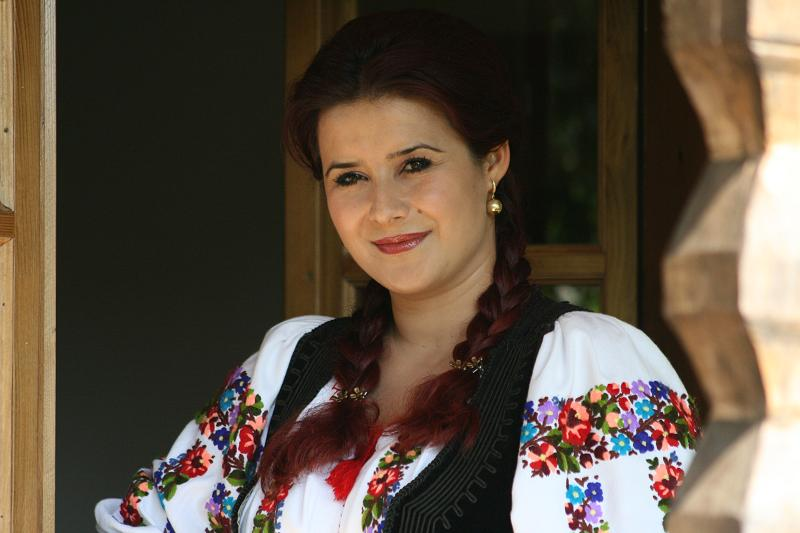

- 2009 Obține Marele premiu și Diploma de Excelență la ediția jubiliară a Festivalului bistrițean „De Ispas la Năsăud”, moment care încununează încheierea unei etape din viața artistică, aceea de participare la concursuri;
- 2010 Apare albumul de folclor „Din Țara Ardealului” – un album mult dorit și apreciat de public, produs la „Libris” Brașov; un material de excepție al cărui acompaniament orchestral este asigurat de maestrul Ovidiu Barteș;
- 2010 Apare albumul de colinde tradiționale românești „La tăt omu’ de Crăciun” – album ce conține 13 colinde tradiționale din Transilvania și un moment special Florin Piersic;
- 2011 participă în calitate de invitată în recital la mai multe festivaluri și spectacole de anvergură precum și în emisiuni de profil atât la posturi de radio cât și la posturi TV;
- 2012 Apare albumul de folclor „Atâta-mi place cântatu” – un album mult dorit și apreciat de public, material al cărui acompaniament orchestral este asigurat de orchestra LĂUTARII DE LA CHIȘINĂU condusă de NICOLAE BOTGROS;

## Costumul. Ținuta scenică

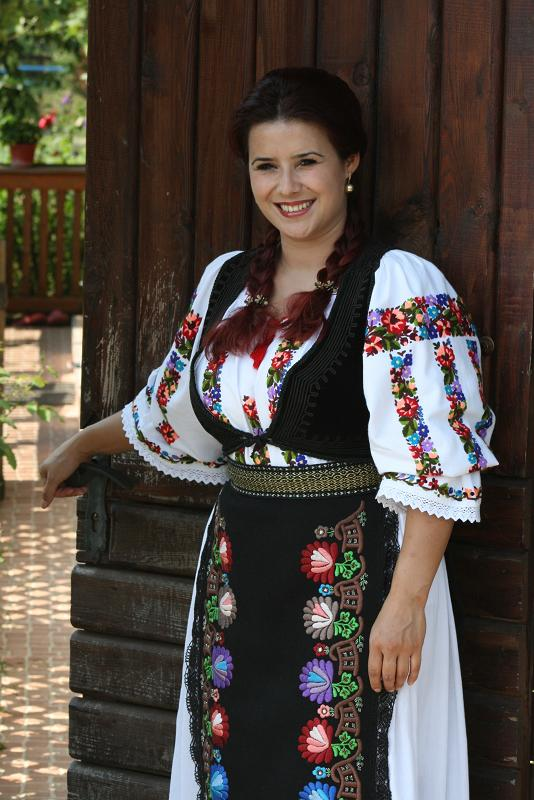

Costumele femeiești din regiunea Transilvaniei, regiune pe care o reprezintă Ramona, aveau două piese principale: cămașa cu ciupag la gât, cu șir peste cot, fodori lungi mărginiți de dantelă (cipcă) și cătrința cu trup vânat, din lână, diferențiată de la Câmpie la Munte numai prin modelul cusăturii din partea de jos a acesteia. Acesta este portul vechi al femeii transilvănene de acum peste o sută de ani.
Abia cu aproximativ 60 de ani înainte a intrat în zona de câmpie a Mureșului puternica influență a costumelor monocrome sibiene, despre care foarte multă lume afirmă că sunt cele specifice zonei noastre de câmpie, în timp ce pe Mureșul de Sus catrința cu trup vânăt a fost înlocuită de șorțul de mătase sau catrința de stofă ori catifea bogat ornată cu flori colorate, preferate celei vechi datorită aspectului mai estetic.
Costumul popular purtat de Ramona fără excepție la fiecare eveniment, îmbrăcat imaculat, evidențiind o ținută ireproșabilă, este piesa lăudata de public odată cu fiecare expunere.

## Repertoriul de cântece
Mănunchiul de cântece pe care le interpretează Ramona Fabian și care îi aparțin, definind-o, acoperă o rază mai largă a subunităților etnografice ale județului Mureș, așa încât a înregistrat atât învârtită rară cât și învârtită iute, atât purtată cât și “de-a lungu“ și chiar și ceardaș românesc.

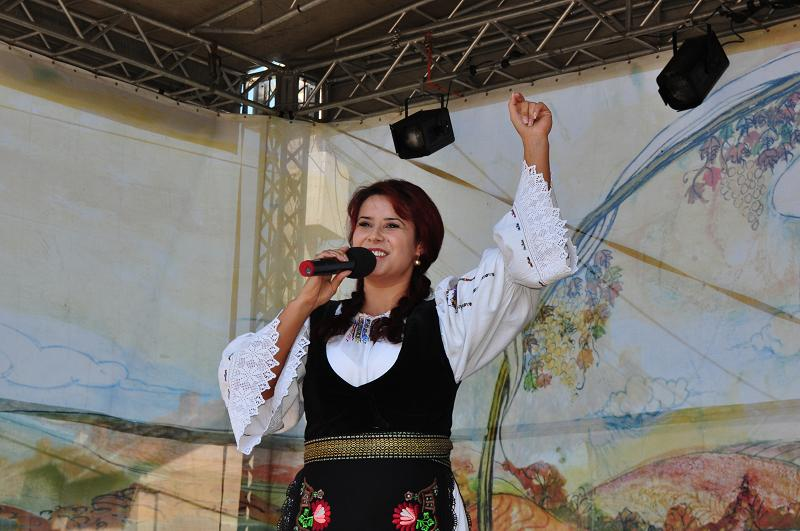

Melodiile au sursa și rădăcinile în autenticitatea folclorului mureșean, fiind adaptate calităților ei vocale și lipite de sufletul și inima artistei. Textele acestor cântece au fost alese astfel încât să o reprezinte, să oglindească interiorul personalității ei, precum și trăirile specifice vârstei pe care o are.
În cântecele vesele, se observă un optimism puternic, capabil să transforme orice ”necaz”, în ”haz”, orice grijă în motiv de bună dispoziție. ”Așa sunt si eu”, susține Ramona. ”Îmi place să transform în umor orice secvență din viață, care ne aduce mâhnire și supărări”. Astfel că nu putea să nu strecoare printre cântecele de veselie, subiecte legate de năbădăioasa dragoste a fetelor:
Cu feciorii m-am sfădit
Aseară la asfințit
C-o zâs ca-mi dau cinci cojoace
Daca-l lăs pe badea-n pace
Sau subiecte legate de noroc, pe care îl întreabă:
Unde ii, să-l iau de chiept
Că de-o viata îl aștept

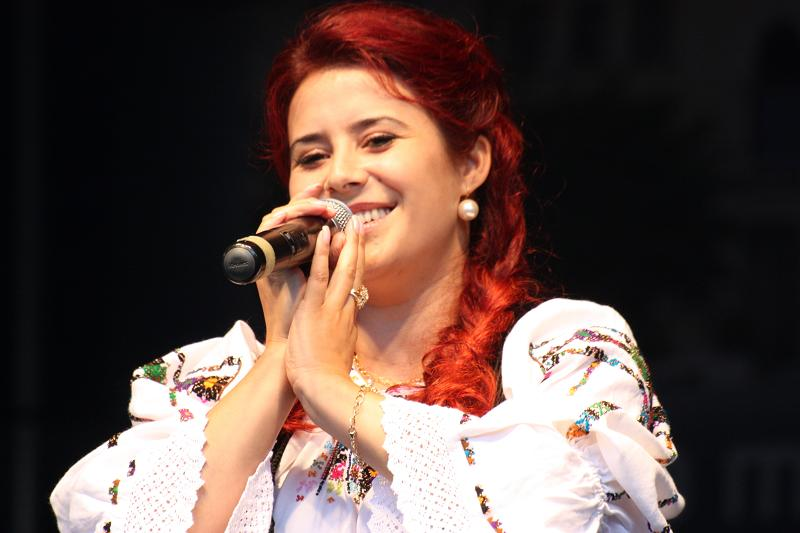

Cântecele mai triste exprimă câte o părticica din realitatea crudă a vieții și suferințele specifice prin care trece omul de-a lungul transformărilor la care este părtaș de la naștere până la moarte. Durerea că viața trece pe lângă noi:
M-am trezit că viața-i gata
Și n-o să mai fie alta
Amu cânt și m-ascultați
De mâine tăți mă uitați;
Sau din suferințele țăranilor asupriți în vremuri de odinioară :
Nu ne-o pus neamțu` la jug
Da` ne țân a noști sub plug
Pentru două sau tri sute
Le lucrăm pământuri multe
Si când ne-așezam la masă
Nu-i o pită albă-n casă
Purtata ”Din Tara Ardealului”, va deschide toate spectacolele ei prin tara: ”pentru ca acesta este locul sfânt unde m-am născut, unde am crescut și unde îmi trăiește familia dragă”:
Din Tara Ardealului
Din Valea Mureșului
Am adus cântecul meu
L-am adus să-l cânt mereu.
Cel mai drag cântec rămâne cel care a făcut-o cunoscută publicului: ”Sacfiuț din poarta noastră”. Ramona zâmbește la ideea că mama sa și-a făcut un obicei din a planta lângă poartă sacfiuți, sau garofițele de azi.
Cert este că atunci când a repetat și lucrat la un cântec și la textul lui, s-a transpus în totalitate în povestea derulată în el: ”Am fost acolo trup si suflet. De fapt așa se și definește un artist. Cineva care reușește să redea un material adaptându-l caracteristicilor sufletești proprii și exprimându-l plin de trăirile strict personale interioare. În concluzie, stilul resimțit în cântecele de pe album, mă reprezintă în totalitate și nu este altul decât cel pe care l-am promovat și până acum.”

## Imprimări
- 2010

Albumul de folclor Din Țara Ardealului, acompaniamentul orchestra condusă de maestrul Ovidiu Bartes.
- 2010

Albumul de colinde La tăt omu` de Crăciun, Acompaniază Orchestra condusă de Kalman Urszui - piesele 1,2,3,4,5,6,7,8,9,11,12,13 și orchestra condusă de Ovidiu Barteș  - piesele 10,14
- 2012

Albumul de folclor „Atâta-mi place cântatu” – acompaniamentul orchestra LAUTARII DE LA CHISINAU condusa de NICOLAE BOTGROS

## Discografie

### 2010Albumul de folclor ,,Din Țara Ardealului”
- Io-s fată de-a lui Iliuț
- Din Țara Ardealului
- Tăt așa mă socotesc
- Dac-aș fi ca florile
- Am noroc cât un grăunte
- Om am fost eu pân’acuma
- Zâce lumea că-s țâgană
- Piară domnii sfatului
- Pe bădița l-am vândut
- Cu feciorii m-am sfădit
- Stau în jilț la judecată
- Zâua trece ce mă fac
- M-am băgat la viață slugă
- Sacfiuț din poarta noastră

### 2010Albumul de colinde ”La tăt omu` de Crăciun”
cuprinde 13 colinde tradiționale culese de pe câmpia transilvană, un moment special Florin Piersic si un videoclip bonus.
- Fă gazdă lumină-n casă
- Pe deasupra cerului
- Asta-i sara mare
- Colo sus, mai sus de soare
- Bucură-te acest Domn bunu
- Atunci când o coborât
- Sculați, sculați oameni toți
- Umblă maica după Fiu
- La portița Raiuluiu
- La tăt omu’ de Crăciun
- Pe un deal păstori ședeau
- Sus în`naltul cerului
- Gată-te pământe bine
- Moment special Florin Piersic

## Audio/Video

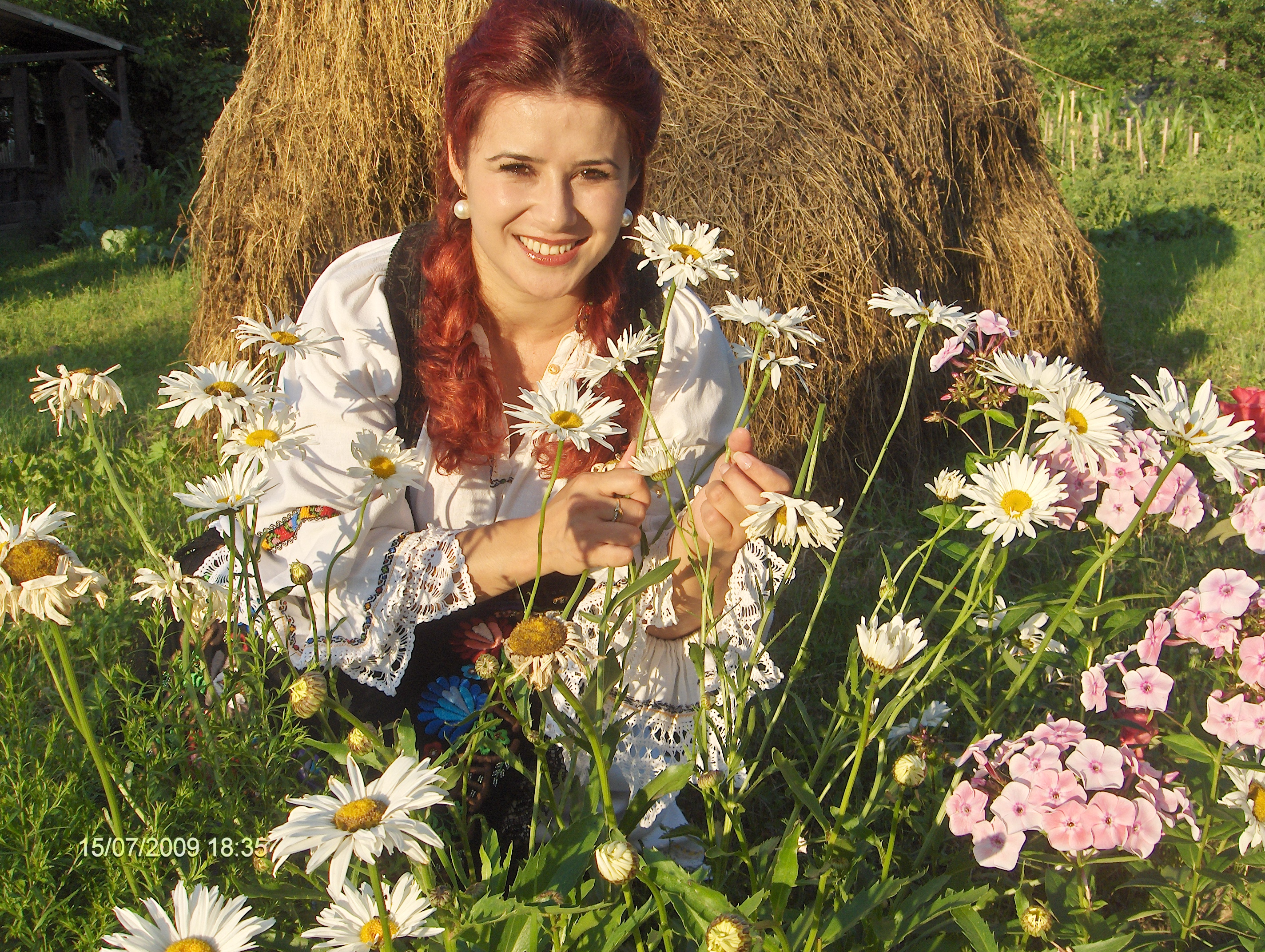

### 2012Albumul de folclor ”Atâta-mi place cântatu'”
- Atâta-mi place cântatu`
- Caru` cu muieri stricate
- De ce fug mama la tine
- Blestem cu nume de floare
- Tăt mereu mi jăbu` gol
- S-o pus alții să-mpărțească
- Aseară ș-alată sară
- Ne-o călcat țara străinii
- Tăt așa zâce doru`
- Cate dușmănițe am
- Am draguțu` cât un goz
- Ai vrut dor să mă omori